# Acalypha psilostachya
Acalypha psilostachya är en törelväxtart som beskrevs av Ferdinand von Hochstetter och Achille Richard. Acalypha psilostachya ingår i släktet akalyfor, och familjen törelväxter.

## Underarter
Arten delas in i följande underarter:
- A. p. glandulosa
- A. p. psilostachya